# Мирослав Човило
Мирослав Човило (серб. Miroslav Čovilo, нар. 6 травня 1986, Невесинє) — сербський та боснійський футболіст, півзахисник клубу «Лугано».

## Ігрова кар'єра
Народився 6 травня 1986 року в місті Мостар, але в 6 років переїхав у місто Невесинє. Там і розпочав займатись футболом у місцевій команді «Вележ». 2006 року Мирослав повернувся до Сербії, де спочатку грав у клубах нижчих ліг «Єдинство» (Стара Пазова) та «Новий Сад».
Згодом з 2010 року грав у складі команд вищого дивізіону «Інджія», «Спартак» (Суботиця) та «Хайдук» (Кула).
Влітку 2012 року став гравцем словенського клубу «Копер», де провів два сезони, після чого перейшов у польську «Краковію», до складу якої приєднався 2014 року. Відіграв за команду з Кракова наступні чотири сезони своєї ігрової кар'єри. Більшість часу, проведеного у складі «Краковії», був основним гравцем команди.
Влітку 2018 року став гравцем швейцарського «Лугано». Станом на 30 жовтня 2019 року відіграв за команду з Лугано 24 матчі в національному чемпіонаті.